# 法加馬洛 (美屬薩摩亞)
法加馬洛（英語：Fagamalo）是美屬薩摩亞圖圖伊拉島萊阿拉圖奧縣的一個村莊。它位於圖圖伊拉島的北岸。這個村莊只能通過崎嶇的垂直地形上之小路才能到達。這些小路經常被灌木叢遮擋，很少有人行走，通常需要徒步幾個小時才能到達村莊。1號公路可以抵達法加馬洛。
法加馬洛村長於2005年被指控謀殺未遂。他因涉嫌危害兩名漁民的生命而以5萬美元保釋。2010年，法加馬洛是美屬薩摩亞第一個創建海洋保護區的村莊。